# Monuments, Fine Arts, and Archives Section

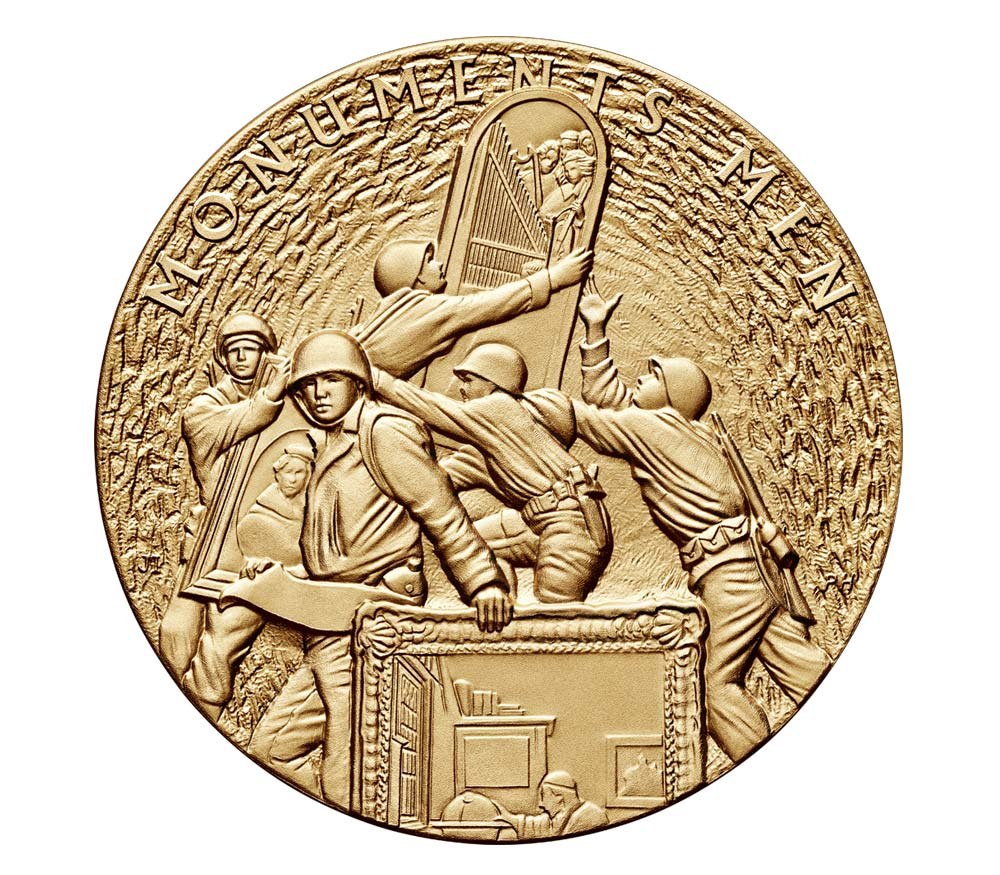
Congressional Gold Medal für die Monuments Men (Vorderseite)

Die Monuments, Fine Arts, and Archives Section (MFA&A, auch MFAA) war eine Abteilung der US Army zum Schutz des Kunstguts während und nach dem Zweiten Weltkrieg. Sie bestand von 1943 bis 1946 und war den Civil Affairs and Military Government Sections unterstellt. Die dort tätigen Kunstschutzoffiziere wurden als Monuments Men bezeichnet.
Heute ist die Abteilung insbesondere bekannt durch die Rettung von NS-Raubkunst, organisiert durch Einsatzstab Reichsleiter Rosenberg (ERR). Die außergewöhnliche Arbeit der Einheit wurde im Film Monuments Men – Ungewöhnliche Helden 2014 thematisiert.
Mitglieder der sogenannten Monuments Men waren u. a. Walker Hancock, George Stout, Stefan P. Munsing, James Rorimer, Lincoln Kirstein, John Davis Skilton, Walter Farmer und Harry Ettlinger.

## Geschichte
Die MFA&A war keineswegs die erste institutionalisierte Aktion, in der sich ein Land während eines Krieges für den Erhalt kultureller Schätze des Kriegsgegners einsetzte. Bereits in der Haager Landkriegsordnung von 1907 hatten sich alle Unterzeichnerstaaten zum Schutz von Kulturgütern im Kriege verpflichtet. Dafür waren im Ersten Weltkrieg beispielsweise bei der deutschen Armee Soldaten zum sogenannten Kunstschutz in den Kampfgebieten abgestellt worden. Ihre Rolle war allerdings oft in zweifelhafter Weise mit Kunstraubaktivitäten verbunden gewesen oder hatte lediglich als propagandistisches Feigenblatt gedient, um die tatsächlichen Kriegsschäden an Kulturgut zu beschönigen. Ausgehend von der Sorge um die eigenen, aber zunehmend auch die europäischen Kunstschätze während des Zweiten Weltkrieges formierten sich in den USA Kunsthistoriker um Paul J. Sachs (Harvard University), um Maßnahmen zum Kulturgüterschutz zu organisieren. Die daraus entstandene Roberts Commission, benannt nach Owen Roberts, sorgte durch die Gründung der „American Commission for the Protection and Salvage of Artistic and Historic Monuments in War Areas“ am 23. Juni 1943 dafür, dass versierte und engagierte Kunstschutzoffiziere vor Ort in der Nähe des Frontverlaufs sein sollten, um Schäden an Kulturdenkmälern zu dokumentieren, Reparaturmaßnahmen einzuleiten, aber auch um präventiv tätig zu werden, indem man schützenswerte Architektur und Baudenkmäler benannte, die vor den Angriffen und bei der Inquartiernahme geschont werden sollten. Die vergleichbare britische Macmillan Commission, benannt nach Hugh Pattison Macmillan, wurde erst im Mai 1944 installiert. Tatsächlich sorgten aber die konkurrierenden militärischen Erfordernisse dafür, dass die Einheit auf dem italienischen Kriegsschauplatz lediglich eine Sollstärke von 27 Offizieren, davon 13 Briten, hatte, „während es eines Bataillons bedurft hätte“ (Rainieri). Der Krieg führte zu massiven Zerstörungen an Kulturgut, die von den Kunstschutzmaßnahmen kaum gemindert werden konnten. 

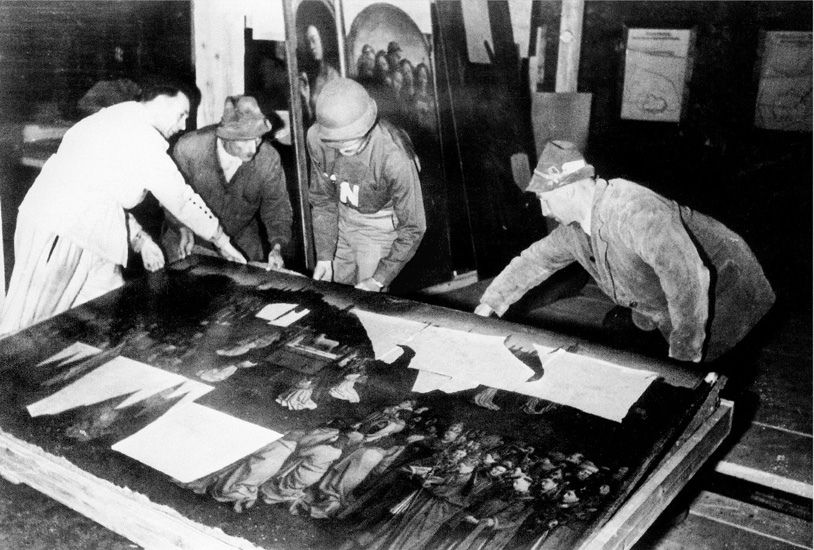
Der Genter Altar während der Bergung aus dem Kunstdepot im Salzbergwerk Altaussee, 1945

Neben schützenswerten Gebäuden und Denkmalen waren die Sammlungen der europäischen Museen, Bibliotheken, Archive und Kirchen betroffen. Deren Bestände (Kunstgegenstände aller Art, Bücher, Dokumente und Kirchenschätze) waren im Krieg aus den Städten in Bergwerke (z. B. Salzbergwerk Altaussee), Schlösser (z. B. Schloss Neuschwanstein), abgelegene Herrenhäuser und auch Scheunen ausgelagert worden. Zahlreiche bedeutende Kunstwerke aus den von der Wehrmacht besetzten Ländern waren nach Deutschland oder an unbekannte Lagerstätten verschleppt worden. Nach dem Ende der Kampfhandlungen standen daher die Angehörigen der MFA&A vor der Aufgabe, diese Lager ausfindig zu machen und die Kunstwerke ihren Eigentümern zurückzuerstatten. Damit begann „die größte Schatzsuche der Geschichte.“ Die Depots wurden von den Alliierten mit Hilfe der französischen Kunsthistorikerin Rose Valland teilweise gezielt gesucht, teilweise zufällig entdeckt, und ihr Inhalt wurde sichergestellt. Da bei den meisten dieser Auslagerungsstätten eine dauerhafte Unterbringung den eingelagerten Gegenständen nicht förderlich war, trugen die amerikanischen Besatzer die von ihnen gefundenen Kunstwerke in sogenannten „Central Collecting Points“ zusammen, die – neben einigen kleineren CCPs – in erster Linie in München, Wiesbaden, Marburg und Offenbach eingerichtet wurden.
Für ihre Arbeit hatte sich die MFA&A drei Ziele gesetzt: Kulturgüterschutz, Restitution und Aufbau der Museumslandschaft. Das erste Ziel betraf im Wesentlichen die Aufgaben während des Krieges, aber auch das Zusammentragen der Kulturgüter in den CCPs. Die beiden weiteren Aufgaben konnten erst nach Kriegsende und auch nur unter Mitwirkung der deutschen Mitarbeiter durchgeführt werden.

## Monuments Men Foundation for the Preservation of Art

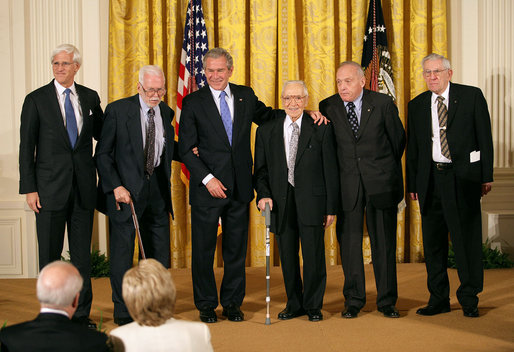
Robert M. Edsel (ganz links) mit dem damaligen US-Präsidenten George W. Bush und vier Monuments Men 2007

In den Vereinigten Staaten wird heute die Geschichte dieser Militäreinheit durch Robert M. Edsel und seine Stiftung erforscht. Die Monuments Men Foundation for the Preservation of Art ist eine Stiftung zur Erinnerung an diejenigen, die während und nach dem Zweiten Weltkrieg als „Monuments Men“ in der Monuments, Fine Arts, and Archives Section gedient haben. Gründer ist Robert M. Edsel, der sich intensiv mit der NS-Raubkunst beschäftigt hat.
Die Monuments Men Stiftung wurde im Jahr 2007 mit der National Humanities Medal ausgezeichnet. Im Mai 2015 gab die Stiftung fünf von US-Soldaten geraubte Gemälde an ihre rechtmäßigen Besitzer in Deutschland zurück.

## Rezeption

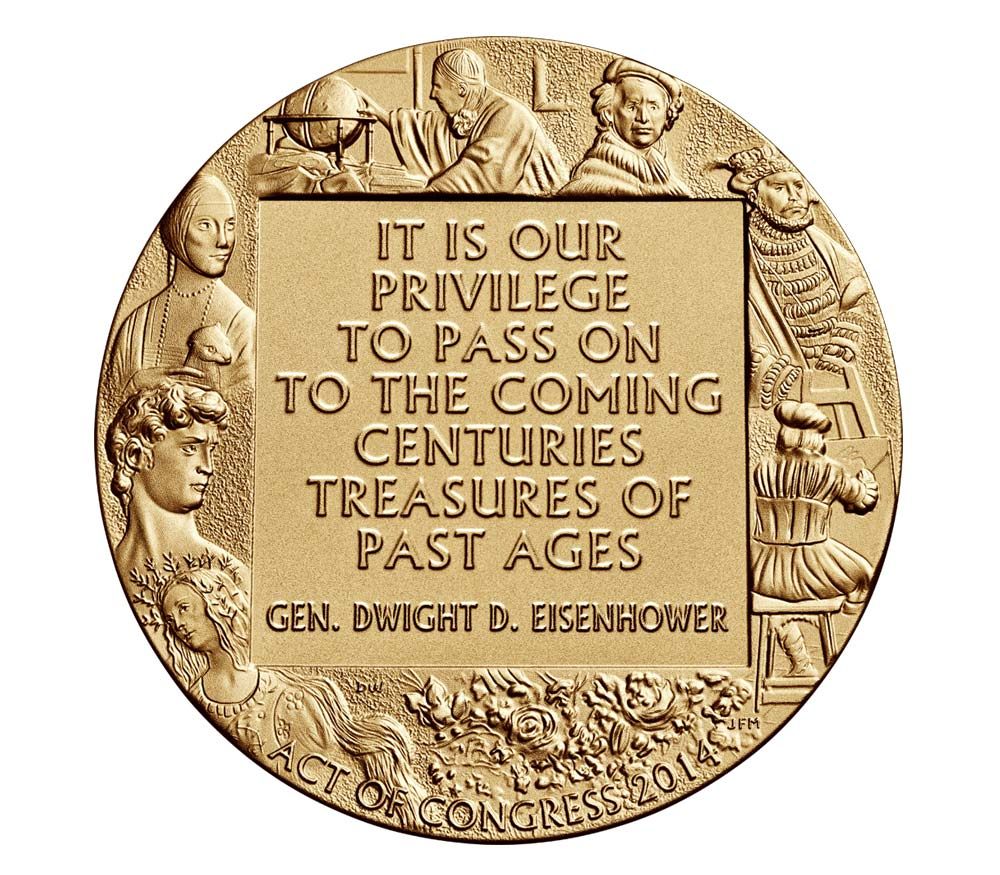
Congressional Gold Medal für die Monuments Men (Rückseite)

- Die Arbeit dieser Einheit wird im Film Monuments Men – Ungewöhnliche Helden (Regie und Hauptrolle: George Clooney) dargestellt, dessen Premiere am 4. Februar 2014 stattfand. Der Film basiert auf der Vorlage des Buches von Robert M. Edsel.
- John Davis Skilton wurde für seine Verdienste mit der Silbernen Stadtplakette von Würzburg und dem Bundesverdienstkreuz 1. Klasse ausgezeichnet
- Harry Ettlinger, letzter Überlebender der Monuments Men, erhielt 2014 die Staufermedaille, eine persönliche Auszeichnung des Ministerpräsidenten für Verdienste um das Land Baden-Württemberg.[7]
- Walter Farmer wurde 1996 in Anerkennung seiner Verdienste um die Rettung deutscher Kunstschätze (siehe auch: Wiesbadener Manifest) mit dem Großen Verdienstkreuz der Bundesrepublik Deutschland ausgezeichnet. Die Großloge der Alten Freien und Angenommenen Maurer von Deutschland würdigte sein Wirken im Jahr 1997 mit dem Humanitären Preis der deutschen Freimaurer.
- Am 9. Juni 2014 wurde die Einheit mit der Congressional Gold Medal ausgezeichnet.[8]